# Arthur Van Doren
Arthur Van Doren, né le 1er octobre 1994, est un joueur de hockey sur gazon international belge évoluant au poste de défenseur au HC Bloemendaal.
Entre 2016 et 2018, il remporte avec l'équipe de Belgique la médaille d'argent aux Jeux olympiques, la médaille d'argent au Championnat d'Europe et le premier titre de champions du monde pour la Belgique.
Il est désigné meilleur espoir de l'année 2016, puis meilleur espoir et meilleur joueur de l'année 2017.

## Palmarès
- Vainqueur du Championnat d'Europe 2019
- Vainqueur de la Coupe du monde 2018
- Finaliste du Championnat d'Europe 2017
- Médaille d'argent aux Jeux olympiques d'été de 2016

## Palmarès individuel
- FIH Meilleur joueur de l'année 2017, 2018
- FIH Meilleur espoir de l'année 2016, 2017
- Meilleur joueur du Championnat d'Europe 2017 de hockey sur gazon
- Meilleur joueur de la Coupe du monde 2018 de hockey sur gazon